# Bătălia de la Garigliano (1503)
În Bătălia de la Garigliano s-a dat pe 29 decembrie 1503 între o armată spaniolă sub comanda lui Gonzalo Fernández de Córdoba și o armată franceză comandată de Ludovic al II-lea, marchiz de Saluzzo. Gonzalo Fernández de Córdoba a lansat un atac surpriză împotriva francezilor și a obținut o victorie decisivă, punând capăt oricărei rezistenței franceze.

## Context
Pe 11 noiembrie 1500, Ludovic al XII-lea al Franței și Ferdinand al II-lea de Aragon au semnat un pact secret cu acordul papei Alexandru al VI-lea: tratatul secret de la Granada, care prevedea împărțirea Regatului de Napoli. Frederic I de Neapole, care nu știa de existența acordului, în 1501, când francezii i-au invadat regatul, a cerut ajutorul aliatului său, Spania. Frederic I de Neapole a aflat prea târziu de tratat deoarece pe 19 august francezii au intrat în Napoli. În curând, între părțile semnatare au apărut dezacorduri cu privire la noi granițe, ceea ce a condus la un nou război franco-spaniol și la cucerirea spaniolă a orașului Napoli, pe 16 mai 1503. În scurt timp, Gaeta, port la Marea Tireniană, și Venosa, port la Marea Adriatică, au rămas unicele cetăți în mâinile francezilor. Prin Gaeta, aprovizionarea se realiza pe mare cu ușurință, iar francezii au reușit să ocupae întregul teritoriul până la râul Garigliano, inclusiv castele Fondi, Itri, Castellonorato, Traetto, Roccaguglielma, Castelforte și Suio.